# Deux Bons Copains
Pour plus de détails, voir Fiche technique et Distribution.
Deux Bons Copains (Zenobia) est une comédie américaine en noir et blanc réalisée par Gordon Douglas, sortie en 1939. 
C'est un des très rares films tournés par Oliver Hardy sans Stan Laurel après les débuts de leur duo. L'un et l'autre avaient un contrat individuel avec le producteur Hal Roach. Comme le contrat de Stan Laurel était arrivé à expiration avant celui d'Oliver Hardy et que Laurel était en conflit avec le producteur sur le contrôle créatif de leurs films, Hal Roach tenta de constituer un nouveau tandem comique, entre Hardy et Harry Langdon. Ce dernier était un acteur burlesque qui avait eu une brève heure de gloire au temps du muet. Sous contrat lui-même avec Hal Roach, il avait aussi contribué au scénario de nombreux films de Laurel et Hardy.
Deux Bons Copains fut cependant un échec critique et commercial. Hal Roach annula les films déjà projetés où Hardy aurait donné la réplique à Harry Langdon ou à Patsy Kelly et dut se résigner à accorder un contrat commun à Laurel et Hardy.

## Synopsis
En 1870, le Dr Henry Tibbett, médecin de campagne du Mississippi, est appelé par un entraîneur de cirque ambulant pour soigner son éléphant malade. Après que le médecin a guéri la bête, l'éléphant, reconnaissant, s'attache tellement à lui qu'il commence à le suivre partout.

## Fiche technique
- Titre français : Deux Bons Copains
- Titre américain : Zenobia
- Titre britannique : Elephants Never Forget
- Réalisation : Gordon Douglas
- Scénario : Walter DeLeon, Arnold Belgard et Corey Ford
- Producteur : Hal Roach
- Société de production : Hal Roach Studios pour Republic pictures
- Société de distribution : United Artists
- Photographie : Karl Struss, Norbert Brodine
- Costumes : Omar Kiam
- Montage : Bert Jordan
- Musique : Marvin Hatley
- Pays d’origine : États-Unis
- Langue : anglais
- Format : Noir et blanc - 35 mm - 1,37:1  -  Sonore
- Genre : comédie
- Durée : 73 min (sept bobines)
- Dates de sortie : 
  - États-Unis : 21 avril 1939
  - France : 29 avril 1939

## Distribution
Source principale de la distribution :
- Oliver Hardy : Dr Henry Tibbett (VF Howard Vernon)
- Harry Langdon : Professor McCrackle (vf) Franck O'Neil
- Billie Burke : Mme Bessie Tibbett
- Alice Brady : Mme Emily Carter
- James Ellison : Jeff Carter
- Jean Parker : Mary Tibbett
- June Lang : Virginia Reynolds
- Olin Howland : Attorney Culpepper
- J. Farrell MacDonald : le juge
- Stepin Fetchit : Zero (le valet noir)
- Hattie McDaniel : Dehlia
- Philip Hurlic : Zeke
- Hobart Cavanaugh : M. Dover
- Clem Bevans : le shérif
- Tommy Mack : M. Miller, le boucher
- Robert Dudley : un greffier au tribunal
- Hall Johnson Choir : la chorale
- Zenobia : Miss Zenobia l'élephante

Parmi la distribution non créditée :
- William Bakewell : Townsman at Zeke's Recitation
- Chester Conklin : un fermier
- Nigel De Brulier : Townsman at Zeke's Recitation
- Joseph W. Girard : un juré
- Wilfred Lucas :
- Sam Lufkin : un villageois
- Harry Myers : Party Guest Who Didn't Mind
- Malcolm Waite : un juré
- May Wallace : une villageoise